# Vlag van Leiden
De stadsvlag van Leiden heeft een verhouding van 3:2 en bestaat uit drie gelijke horizontale banen in de kleuren rood-wit-rood. Aan de kant van de broekingband (dat wil zeggen bij de vlaggenstok) bevindt zich een rode cirkel met daarin de twee gekruiste sleutels uit het wapen. De vlag is op 11 april 1949 bij raadsbesluit vastgesteld door de gemeenteraad. De vlagbeschrijving luidt:
Drie banen van gelijke hoogte van rood en wit, met in de witte baan twee rode gekruiste sleutels op een wit veld, omgeven door een rode cirkel.
Niet vermeld is dat de sleutels met de baarden omhoog en afgewend zijn afgebeeld, en dat deze aan naar de hijszijde verschoven zijn geplaatst. In de praktijk is de rode cirkel zo groot dat deze onder en boven tot in de rode banen reikt.
De combinatie van Leiden ('Sleutelstad') en de sleutels gaat terug tot 1293, toen op de officiële documenten van de ‘stadt Leyde’ steeds vaker een stadszegel voorkwam met Petrus daarop. In zijn hand heeft de apostel een sleutel. Dat is een sleutel van de hemel, zoals ook blijkt uit Mattheus 16 vers 19 waarin Jezus tegen Petrus zegt: "Ik zal u geven de sleutels van het koninkrijk der hemelen."
Al in 1121 lieten de graven van Holland een kapel bouwen die gewijd was aan Petrus en Paulus. Die laatste is in de loop der jaren verdwenen uit de naam. De voormalige grafelijke kapel, de huidige Pieterskerk, is nu nog slechts bekend vanwege zijn relatie met Petrus.
Er zijn uitvoeringen van de vlag waarop de sleutels zodanig zijn geplaatst dat ze met de baarden naar boven wijzen wanneer de vlag verticaal wordt opgehangen, zoals dat bijvoorbeeld langs gevels gebeurt.

## Eerdere vlaggen
Traditioneel gebruikte men voordien algemeen een tweebanige vlag van rood en wit.
De rode vlag met twee gekruiste witte sleutels komt aldus de afbeelding van de Leidse vlag in het uit 1667 daterende handschriftelijke vlaggenboek, dat kennelijk door een zeeman uit Napels werd samengesteld.

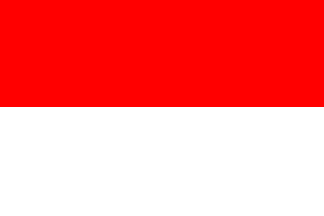
Traditionele vlag
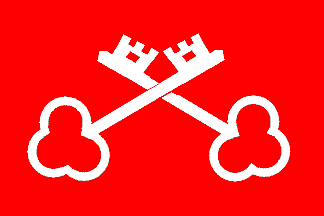
Historische vlag (17e eeuw)

## Verwante afbeelding

Het wapen van Leiden

Alblasserdam
· Albrandswaard
· Alphen aan den Rijn
· Barendrecht
· Bodegraven-Reeuwijk
· Capelle aan den IJssel
· Delft
· Den Haag
· Dordrecht
· Goeree-Overflakkee
· Gorinchem
· Gouda
· Hardinxveld-Giessendam
· Hendrik-Ido-Ambacht
· Hillegom
· Hoeksche Waard
· Kaag en Braassem
· Katwijk
· Krimpen aan den IJssel
· Krimpenerwaard
· Lansingerland
· Leiden
· Leiderdorp
· Leidschendam-Voorburg
· Lisse
· Maassluis
· Midden-Delfland
· Molenlanden
· Nieuwkoop
· Nissewaard
· Noordwijk
· Oegstgeest
· Papendrecht
· Pijnacker-Nootdorp
· Ridderkerk
· Rijswijk
· Rotterdam
· Schiedam
· Sliedrecht
· Teylingen
· Vlaardingen
· Voorne aan Zee
· Voorschoten
· Waddinxveen
· Wassenaar
· Westland
· Zoetermeer
· Zoeterwoude
· Zuidplas
· Zwijndrecht